# Toiraç
Toiraç (en francès Thoiras) és un municipi francès situat al departament del Gard i a la regió d'Occitània.